# Sepoltuario
Sepoltuario (o Sepultuario) è un registro dove sono annotate le sepolture in un determinato cimitero. Il termine può indicare anche coloro che hanno diritto a essere seppelliti in un determinato luogo.

## Storia
In passato i sepoltuari erano dei registri in cui erano annotati i sepolcri delle famiglie o delle confraternite in una determinata chiesa o in un determinato camposanto. L'analisi di questi registri è fonte importante di documentazione storica. Fra i più noti, il Sepoltuario Fiorentino di Stefano Rosselli di cui esistono diverse copie una delle quali era conservata nella Biblioteca Magliabechiana di Firenze, classe XXVI.